# 그들이 가는 길
"그들이 가는 길"은 한국에서 제작된 임운학 감독의 1947년 영화이다. 이집길 등이 주연으로 출연하였고 한창섭 등이 제작에 참여하였다.

## 출연

### 주연
- 이집길
- 채숙희
- 임운학
- 정민

## 기타
- 조명: 고해진